# Trèo cây Krüper

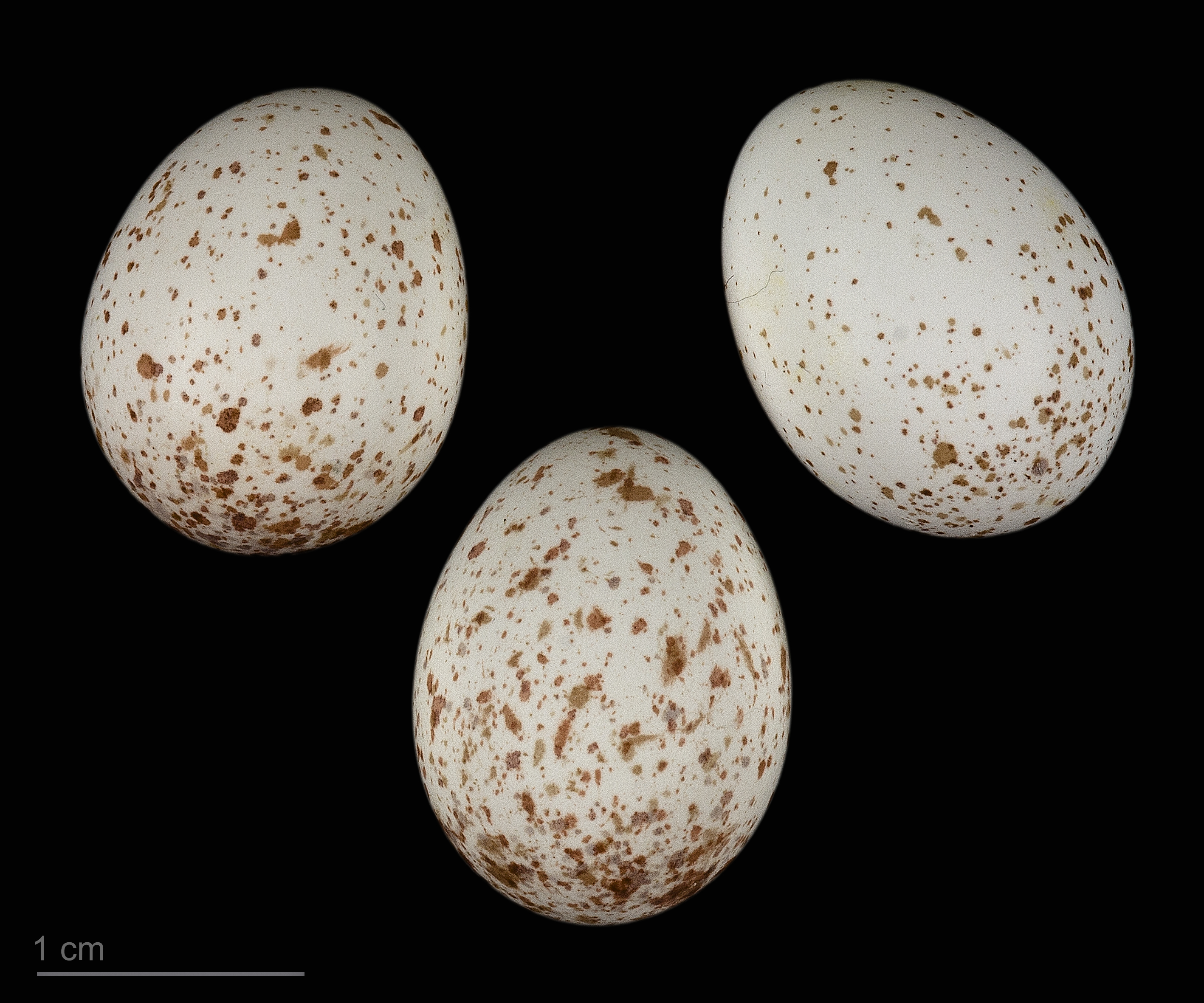
Sitta krueperi

Trèo cây Krüper, tên khoa học Sitta krueperi, là một loài chim trong họ Sittidae. Chúng được đặt tên theo nhà tự nhiên học người Đức Theodor Johannes Krüper.
Loài chim này được tìm thấy ở đông nam châu Âu và tây nam châu Á, nơi chúng có mặt ở Thổ Nhĩ Kỳ, Georgia, Nga, và trên các đảo của Hy Lạp Lesvos. Chúng sinh sống ở rừng thông Thổ Nhĩ Kỳ (Pinus brutia).